# Радость (Нижньогородська область)
Радость (рос. Радость) — присілок в Ковернинському районі Нижньогородської області Російської Федерації.
Населення становить 75 осіб. Входить до складу муніципального утворення Горєвська сільрада.

## Історія
Від 2009 року входить до складу муніципального утворення Горєвська сільрада.

## Населення
| 2002 | 2010 |
| ---- | ---- |
| 90   | ↘75  |